# Telli

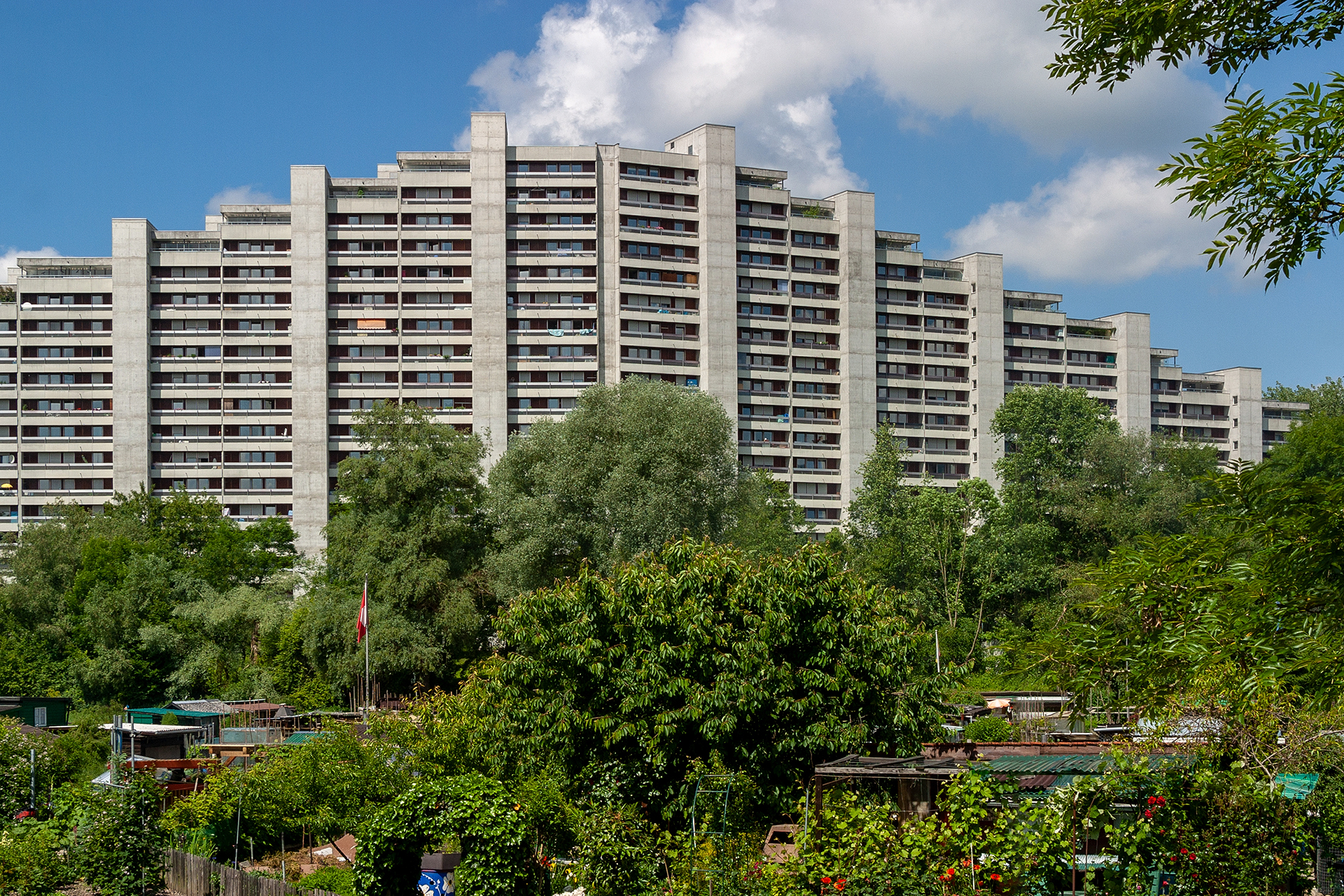
Eine von vier Wohnzeilen in der Telli, die auch als «Staumauern» bezeichnet werden

Die Telli ist ein Quartier in Aarau in der Schweiz. Es liegt etwa eineinhalb Kilometer östlich der Altstadt. Das Quartier ist allgemein durch die aus vier lang gestreckten Gebäuden bestehende Grosswohnsiedlung bekannt, die rund 2500 Einwohner zählt. Sie entstand zwischen 1971 und 1991 nach Plänen von Hans Marti. Zur Siedlung, die im Schweizerischen Inventar der Kulturgüter von regionaler Bedeutung verzeichnet ist, gehören auch ein kantonales Verwaltungszentrum im höchsten Hochhaus des Kantons Aargau und ein Einkaufszentrum.

## Beschreibung

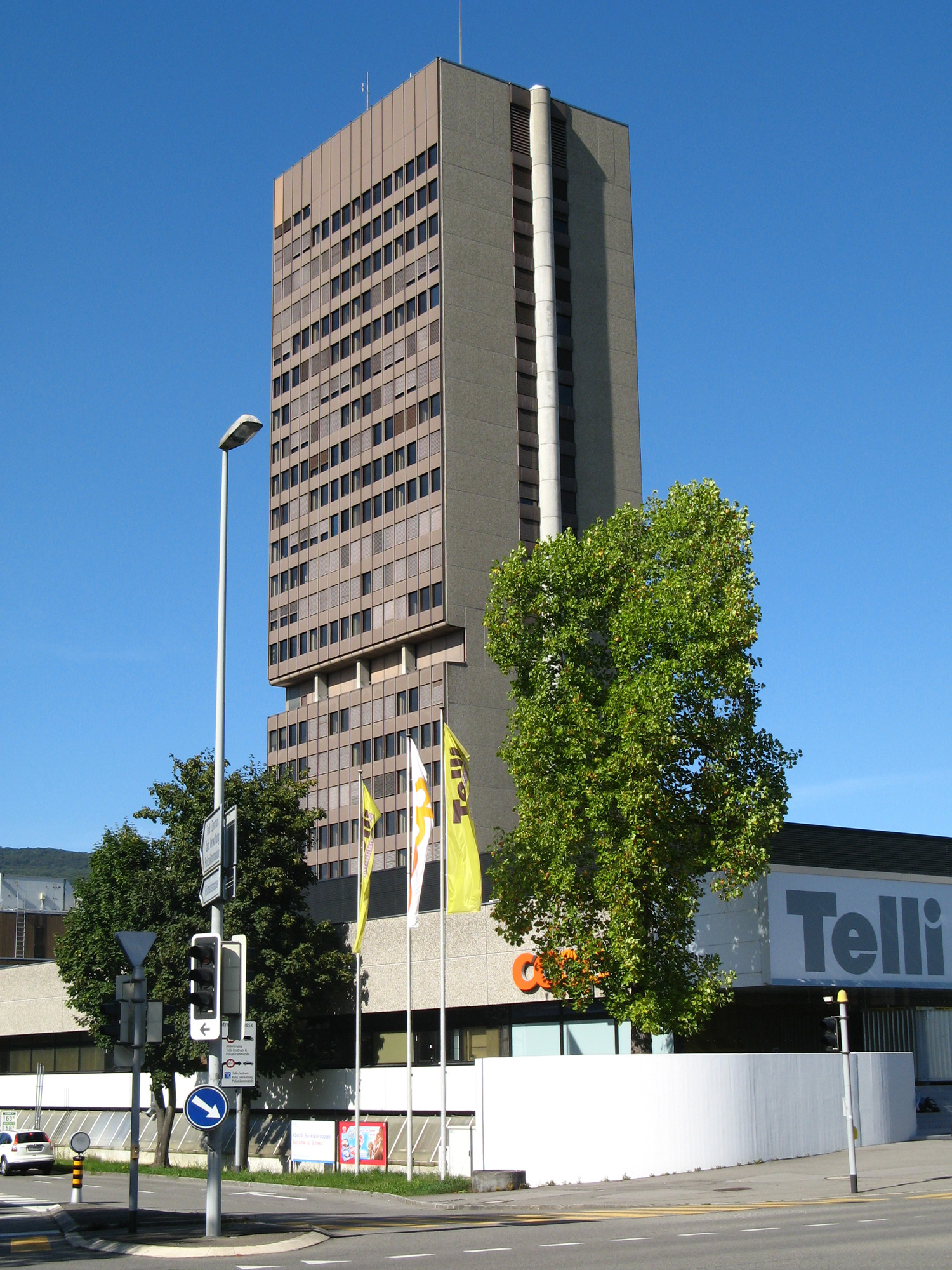
Verwaltungshochhaus und Einkaufszentrum

Das Quartier liegt beidseits der Tellistrasse, welche die Laurenzenvorstadt mit der Hauptstrasse 24 verbindet. Dabei konzentriert sich die Bebauung überwiegend auf die nördliche Seite, zur Aare hin. Der westliche Teil ist im Stil einer Gartenstadt konzipiert, bestehend aus Einfamilienhäusern und Reihenhäusern. In diesem Bereich befindet sich der Telliring, ein kreisrunder Park. Dieser war 1832 Schauplatz des ersten Eidgenössischen Turnfestes und wird heutzutage vor allem für die Morgenfeier des Maienzugs genutzt.
Der mittlere Teil des Quartiers wird von der Grosswohnsiedlung dominiert. Sie umfasst vier lang gestreckte Wohnzeilen in einer parkartigen Landschaft. Diese Gebäude, die umgangssprachlich auch als «Staumauern» bezeichnet werden, sind bis zu 250 Meter lang, terrassenförmig abgestuft und in der Mitte leicht abgewinkelt. Sie sind bis zu 50 Meter bzw. 19 Stockwerke hoch. In 1258 Wohnungen leben rund 2500 Menschen, was etwa einem Achtel der Stadtbevölkerung Aaraus entspricht. Die Zufahrt für Motorfahrzeuge erfolgt ausschliesslich unterirdisch. Den Bewohnern stehen diverse Freizeitmöglichkeiten zur Verfügung, beispielsweise eine Minigolfanlage, ein Gemeinschaftszentrum oder der Telli Treff. Der grösste Teil der Wohnungen wird vermietet, es gibt aber auch Stockwerkeigentum. Vermieter sind Livit AG, Wincasa, Barrier Immobilien und die Ortsbürgergemeinde Aarau.
Zur Siedlung gehört das Einkaufszentrum Telli. Es besitzt über 20 Geschäfte, darunter die Detailhandelsketten Coop und Denner. Daneben steht das Telli-Hochhaus, mit einer Höhe von 85 Metern das höchste Hochhaus im Kanton Aargau. Alleinige Nutzerin ist die kantonale Verwaltung; hier sind die Büros der Finanzverwaltung, des Steueramtes und der Abteilung für Landwirtschaft untergebracht. Daran angrenzend ist das Kommandozentrum der Aargauer Kantonspolizei mit dem Bezirksgefängnis zu finden. Auf der gegenüberliegenden Seite der Tellistrasse stehen eine Sportanlage und ein Hallenbad.
Der Bereich östlich der Grosswohnsiedlung ist eine Industrie- und Gewerbezone. Wichtige Einrichtungen sind unter anderem das Betriebszentrum des Busbetriebs Aarau, der Hauptsitz von Pneu Egger und das Medienhaus von CH Media. Ein wichtiges kulturelles Zentrum ist das KiFF (Kultur in der Futterfabrik). Ganz im Nordosten, nahe der Mündung der Suhre in die Aare, befindet sich die Aarauer Abwasserreinigungsanlage.

## Geschichte

### Landwirtschaft und Industrie
Die Geschichte der Telli reicht bis ins Frühmittelalter zurück. Bei Bauarbeiten an einem Einfamilienhaus am Philosophenweg kam im Jahr 1936 das mächtige Fundamentmauerwerk einer ehemaligen Kirche aus dem 10. oder 11. Jahrhundert zum Vorschein, mit zahlreichen Gräbern im Umfeld. Im Rahmen einer Notgrabung untersuchte die Kantonsarchäologie Aargau 1959/60 den Fund unter wissenschaftlicher Begleitung, sicherte ihn und erforschte ihn kirchengeschichtlich. Bei dem Bauwerk handelte es sich um eine geostete einschiffige Saalkirche mit Langhaus und Chor. Sie stand am südlichen Ufer einer Furt über die Aare. Aufgrund ihrer Lage in einer hochwassergefährdeten Zone befand sich das dazu gehörende, «zen Husen» (bei den Häusern) genannte Dorf rund einen Kilometer entfernt im Bereich der heutigen Vorderen Vorstadt. Die Kirche scheint in der zweiten Hälfte des 13. Jahrhunderts sorgfältig abgetragen worden zu sein, nur das Fundament blieb stehen. Grund dafür war der Bau der heutigen Aarauer Stadtkirche in der damals gerade entstehenden Altstadt. Ob in ihrer Bausubstanz Elemente der Telli-Kirche enthalten sind, ist noch nicht untersucht worden.
Der Flurname ist seit dem 14. Jahrhundert überliefert und bezeichnet eine Vertiefung des Geländes. Jahrhundertelang wurde die Telli landwirtschaftlich genutzt, überwiegend als Weideland oder für den Obstbau. Der Fabrikant Daniel Frey errichtete 1813 in der Telli eine der ersten chemischen Fabriken der Schweiz und produzierte vor allem Salzsäure. Sein Sohn, der spätere Bundesrat Friedrich Frey-Herosé, übernahm 1821 die Unternehmensleitung. Die «Chemische Fabrik Frey» spezialisierte sich später auf Chemikalien für Fotografie und fertigte um die Jahrhundertwende in ihrer hauseigenen Tischlerei auch Fotoapparate, musste aber 1929 die Produktion einstellen. Frey-Herosé betrieb ab 1822 zusätzlich Webstühle. Diesen Geschäftsbereich baute er aus, indem er 1836/37 nebenan eine mechanische Baumwollweberei errichtete. Nachdem die Weberei 1899 geschlossen worden war, übernahm ein Jahr später die 1887 von jüngeren Verwandten gegründete Chocolat Frey das Fabrikgebäude. 1967 wurde die gesamte Schokoladenfabrikation nach Buchs verlegt.
Ab den 1820er Jahren existierte in der Unteren Telli eine Färberei für Wollstoffe. Ihr Besitzer August Mühlberg verkaufte den Betrieb 1876 an Adolf Jenny. Dieser weitete die Produktion auf das Färben von Baumwolle, Bastfasern und Kurzwaren aus. Ebenso bauten Jenny und seine Nachkommen einen Gutshof auf, der um 1950 eine Fläche von über 20 Hektaren einnahm. Im Jahr 1900 siedelte sich ein weiterer Betrieb an, die «Chemische Fabrik AG». Sie produzierte ab 1912 das schwefelhaltige Schlafmittel Sulfonal, was enorme Geruchsbelästigungen verursachte und die Anwohner zu zahlreichen Klagen veranlasste. Das Problem löste sich von selbst, als das Unternehmen 1921 in Konkurs ging. Ein Jahr später übernahm die Kunath Futter AG das Gelände und stellte bis 1988 Tierfutter her. Seit 1990 wird die ehemalige Futterfabrik von der Kulturinstitution KiFF genutzt.

### Entstehung der Grosswohnsiedlung
Die Vordere Telli im Westen wurde in den 1920er bis 1950er Jahren entsprechend der Gartenstadt-Philosophie überbaut; es entstand eine Einfamilienhaussiedlung mit über 100 Häusern. Die Mittlere Telli mit dem Jenny-Landgut blieb zunächst unangetastet, doch angesichts des Bevölkerungswachstums und des bisher grosszügigen Landverbrauchs strebte die Stadt eine rationelle Bodennutzung an. Ende der 1960er Jahre wollte die Färberei Jenny ihren Landbesitz, der zugleich Aaraus letzte grosse Baulandreserve war, verkaufen und ihren Sitz nach Zofingen verlegen. Das Unternehmen trat in Verhandlungen mit der Stadt und anderen Grundeigentümern, die sich auf ein Konzept für den Bau einer Satelliten-Kleinstadt einigten. Nachdem die Gemeindeversammlung 1969 dem Projekt im Grundsatz zugestimmt hatte, schrieben die Grundeigentümer im Juli 1970 einen Gestaltungswettbewerb aus, woraufhin sechs Architekturbüros ihre Entwürfe einreichten.
Das Wettbewerbsprogramm war so ausgerichtet, dass die Architekten zwingend die von der Projektpartnerin Horta AG entwickelten Elementbauteile der Marke «Rastel-Granit» einsetzen mussten. Vorgesehen war eine weitgehend «grüne Stadt» mit unterirdischen Zufahrtsstrassen, Schulen, Einkaufszentrum und Gemeinschaftseinrichtungen. Ebenso durfte der durch das Areal fliessende Sengelbach nicht zugedeckt werden. Im Dezember 1970 entschied sich die Wettbewerbskommission für das Projekt des Architekturbüros Marti + Kast, das vier lang gestreckte Wohnzeilen und drei Hochhäuser vorsah. Gegenüber den anderen Entwürfen hatte es den Vorteil, dass es etappenweise umgesetzt werden konnte.

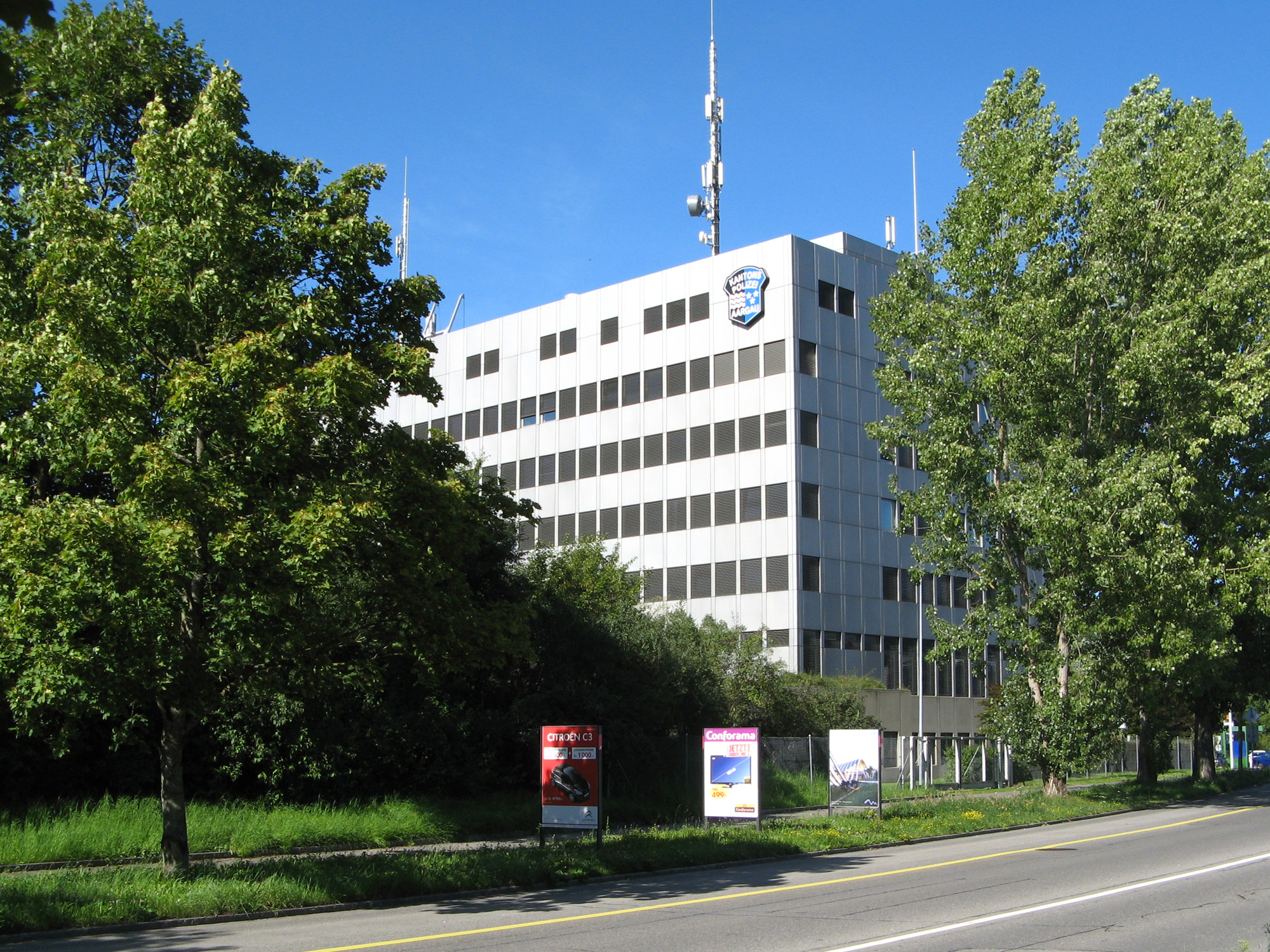
Kommandozentrum der Kantonspolizei

Die erste Phase wurde in den Jahren 1972 bis 1974 umgesetzt, überwiegend durch Gastarbeiter aus Italien. Damals entstanden die Wohnzeile A an der Rütmattstrasse sowie das Einkaufszentrum und ein Hochhaus an der Tellistrasse. Kurz darauf ging die Horta AG, welche die Bauleitung innegehabt hatte, als Folge der Ölkrise in Konkurs. Am 28. April 1976 beschloss der Grosse Rat des Kantons Aargau mit 84 zu 82 Stimmen, das fertiggestellte Hochhaus zu kaufen, um darin einen bedeutenden Teil der damals auf zahlreiche Standorte verteilten kantonalen Verwaltung unterzubringen. Der Bau zweier weiterer Hochhäuser kam nicht zustande, auf dem dafür vorgesehenen Gelände entstand stattdessen das Polizeikommando. Von 1982 bis 1985 folgte die zweite Phase mit den Wohnzeilen B und C an der Delfterstrasse. Den Abschluss bildete von 1987 bis 1991 die dritte Phase mit der Wohnzeile D an der Neuenburgerstrasse.